# 港家小ゆき
港家 小ゆき（みなとや こゆき、5月4日 - ）は女流の浪曲師。2016年3月、名披露目。

## 概説
熊本県山鹿市出身。
幼少期より合唱団に所属、ピアノや声楽などを学び、真和高等学校卒業、早稲田大学第二文学部中退。大学時代よりロックを愛するバンドマン。思いつきで入った浅草木馬亭にて、師匠となる港家小柳の舞台に惚れ込み、押し入るように入門。2012年2月に木馬亭デビュー。2016年3月、名披露目。
2017年より、田中芳樹原作の銀河英雄伝説の浪曲化をはじめ、クラシック作曲家の生涯を語る「クラシカ浪曲」、主婦の日常をドラマチックに描いたオリジナル作品「最強主婦伝説」、浪曲の部活を存続させるというストーリーの女子高生物語「浪花節ガールズ！」などの新作を自作自演している。

## 出演番組
- 東西浪曲特選・夏（NHK Eテレ） 
  - 2017年9月23日 - ミニコーナー
  - 2019年9月29日
- NHK浪曲特選・夏（NHK Eテレ） 
  - 2023年7月2日